# Abutilon inclusum
Abutilon inclusum är en malvaväxtart som beskrevs av Ignatz Urban. Abutilon inclusum ingår i släktet klockmalvor, och familjen malvaväxter. Inga underarter finns listade i Catalogue of Life.